# 亞馬遜米高梅工作室
亞馬遜米高梅工作室（英語：Amazon MGM Studios），舊稱亞馬遜工作室（英語：Amazon Studios）是美国一家从事电影和电视节目开发制作和发行公司，为亞馬遜公司的子公司，成立于2010年11月。其内容通过电影院和Amazon Prime Video分发。2022年，其母公司亞馬遜收购了米高梅，亞馬遜工作室也於2023年10月7日與米高梅原母公司米高梅控股正式合併為亞馬遜米高梅工作室。

## 作品获奖或提名
亚马逊工作室成立后，其获得主流奖项或提名的主要电影、电视作品的包括：
- 《透明家庭》：第72屆金球獎最佳电视系列剧奖－音乐及喜剧类，为亚马逊工作室首次获得主流奖项，也是流媒体视频公司首次获得金球獎该奖项。[6][7]
- 《海邊的曼徹斯特》：第89屆奧斯卡金像獎最佳影片提名，为流媒体视频公司首次获得奧斯卡该奖项提名。[8][9]
- 《漫才梅索太太》：第75屆金球獎最佳电视剧集奖－音乐及喜剧类。[10]